# Motorrem

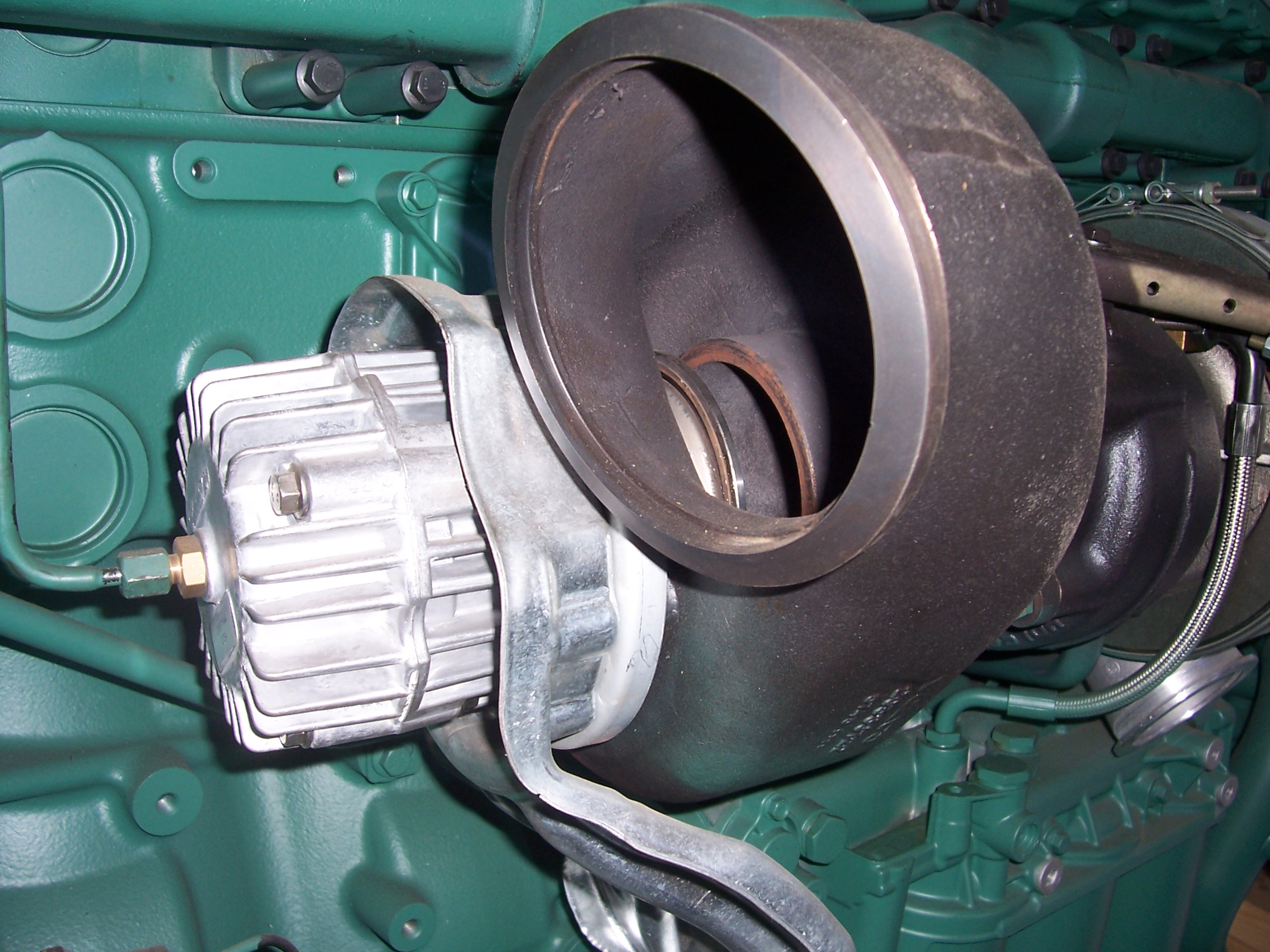
Een motorremklep van het membraantype

De motorrem of uitlaatrem is een continurem die in de uitlaat van de dieselmotoren van zware bedrijfsvoertuigen zoals vrachtauto's, autobussen of touringcars wordt ingebouwd. Door een klep in de uitlaat wordt in de motor druk opgebouwd, waardoor deze afgeremd wordt. Een dieselmotor heeft geen gasklep, de remmende werking van het vacuüm dat ontstaat door het sluiten van de gasklep bij loslaten van het gaspedaal in een benzinemotor ontbreekt. De motorrem is er om dit gebrek op te vangen.
Deze rem dient als aanvulling op de schijfrem en de trommelrem.

## Werking van de motorrem of uitlaatrem
Door de motorrem te gebruiken wordt de brandstoftoevoer geheel afgesloten en wordt de klep in het uitlaatspruitstuk gesloten. De motor remt dan op de compressieslag, die niet door een actieve arbeidsslag gevolgd wordt, en op de uitlaatslag, die door het afsluiten van het uitlaatspruitstuk een compressieslag geworden is.
De werking wordt verbeterd door op het bovenste dode punt een speciaal daarvoor aangebrachte decompressieklep even te openen ("decompressierem"). De opgebouwde druk ontsnapt dan in plaats van bij te dragen aan het naar beneden drukken van de zuiger. Dit vraagt om een bijzondere constructie van de distributie. De extra stoterstangen die daarvoor nodig zijn schuiven bij normaal bedrijf telescopisch in- en uit elkaar, maar worden bij gebruik van de decompressierem vastgezet zodat ze de tuimelaar van de extra klep bedienen. Door de combinatie van de motorrem met de decompressierem wordt het remvermogen van een elektrische of hydraulische retarder geëvenaard en in sommige gevallen verbeterd.
De motorrem werkt het best bij een hoog toerental. Bij een afdaling moet een versnelling gekozen worden waarbij de motor met gebruik van de motorrem zijn maximale toerental net niet overschrijdt. Op vlakke wegen dient het gebruik van de motorrem vooral om de slijtage aan de remmen te verminderen, in de bergen is remmen op de motor de enige manier om veilig af te kunnen dalen en bewijst de motorrem dus de grootste dienst. De gewone rem raakt al binnen een minuut continugebruik oververhit en werkt dan niet meer, een motorrem kan juist langdurig gebruikt worden.
Ze worden bediend door een luchtcilinder. Tot ongeveer 2000 werden ze als een vlinderklep uitgevoerd, bediend met een luchtschakelaar op de cabinevloer. Rond 2000 is dat veranderd, het is nu een combinatie van membraankleppen die in drie stappen werkt. Bij de eerste stap wordt de uitlaat van drie cilinders gesloten, bij de tweede stap van alle zes. In de derde stap wordt de decompressierem erbij ingeschakeld. Een elektrische schakelaar onder het stuur stuurt de ventielen voor de verschillende stappen aan.
Om schade aan het uitlaatspruitstuk te voorkomen mag de druk niet hoger oplopen dan vijf bar, terwijl de compressie in de cilinder oploopt tot dertig bar. De vlinderklep werd daarom zo gemaakt dat hij niet volledig sloot, of de as werd excentrisch geplaatst, zodat bij een te hoge druk de klep opengeduwd werd. Ook de membraanklep is zo afgesteld dat wanneer de druk boven de vijf bar oploopt de klep wordt opengedrukt.
Een motorrem kan ook achteraf ingebouwd worden. Kleine vrachtauto's en bestelwagens die geen luchtremmen hebben krijgen dan een elektromagnetisch bediende klep, met dezelfde werking.
Het lossen van het gaspedaal van een draaiende motor in een rijdend voertuig zonder het koppelingspedaal in te drukken is 'remmen op de motor'. Vanaf de jaren '90 wordt bij de meeste benzinemotoren de brandstoftoevoer helemaal afgesloten als het gas losgelaten wordt zonder te ontkoppelen. Als het toerental onder een zekere grens komt wordt de toevoer hervat. Dit geheel wordt geregeld door het motormanagement – er is geen handmatig te bedienen schakelaar voor.

## Effect
Het remmen op de motor is gunstig voor de smering binnen de cilinders van een verbrandingsmotor aangezien de onderdruk in de cilinderkamers extra smering opzuigt. Bovendien koelt de motor goed doordat bij een hoog toerental ook het koelwater met hoge snelheid rondgepompt wordt, en er wel koude lucht in de cilinders gezogen wordt, maar er geen warmte ontwikkeld wordt door een verbranding.